# 吕德耀
吕德耀（英語：Lui Tuck Yew，1961年8月16日—），新加坡華裔政治人物，曾任新加坡驻中華人民共和國大使，现任新加坡驻美国大使。
吕德耀曾為新加坡共和国海军军官，後頒海軍少將军衔，并于1999年至2003年担任新加坡海军首长。後轉戰政界，出任過信息、传播和艺术部长、新加坡交通部部長和新加坡国防部第二部長。2015年後又出任新加坡駐日本大使和駐華大使。

## 个人生活
呂德耀与妻子Soo Fen育有两个孩子。